# Moonlight on the Ganges
Moonlight on the Ganges ist ein Popsong, den Sherman Myers (Musik) und Chester Wallace (Text) verfassten und 1926  veröffentlichten.

## Hintergrund
Der Myers-Wallace-Foxtrot Moonlight on the Ganges  war 1926 in den Vereinigten Staaten ein Erfolgstitel für Paul Whiteman (#2 im Dezember 1926; Victor 21039-B); das exotisch anmutende Arrangement enthielt auch Einflüsse fernöstlicher Musik. Bandsänger war Austin „Skin“ Young, Solist auf der Celesta Harry Perrella.  Im folgenden Jahr war Fred Rich (Æolian 713282) mit seiner Version des Songs in den US-Charts.

## Erste Aufnahmen und spätere Coverversionen
Zu den weiteren Musikern, die den Song 1926/27 coverten, gehörten die Pianisten Vincent Lopez, Howard Lutter (Welte Mignon Y-75203) und Victor Arden, die Vokalensembles The Revelers (Victor 20140), Harlan and Roberts with The Broadway Strollers (Champion 15145) und die W.M.C.A. Broadcasters (Harmony 282-H), das Irwin Abrams Dance Orchestra mit Charles Vaughn (alias Irving Kaufman, Puritan 11478), Duke Yellman and his Orchestra (Edison 51840), Jack Denny, Raymond Dance Orchestra (Regal 8743), Dick Robertson & His Collegians (Hit of the Week) und Sam Lanin (Okeh, Gesang Irving Kaufman). In Berlin nahm der Bassist und Bandleader Dave Caplan den Song für Grammophone auf, ferner Julian Fuhs und das Jazz Symphonie Orchester (Bernard Etté).
Der Diskograf Tom Lord listet im Bereich des Jazz insgesamt 58 (Stand 2016) Coverversionen, u. a. ab 1937 von Glenn Miller/Smith Ballew, Jimmie Lunceford, Benny Goodman (Arrangement Eddie Sauter), Tommy Dorsey (Arrangement Bill Finegan), Charlie Spivak, Teddy Wilson, Tony Parenti, das Sauter-Finegan Orchestra, Frank Froeba, Harry Carney, Art Tatum, Buddy DeFranco, Bob Florence, Ella Fitzgerald, Bucky Pizzarelli/Ray Kennedy, Ran Blake, Max Kaminsky, Allan Vaché und Sarah Vaughan. Moonlight on the Ganges wurde auch von Easy Listening und Popbands und -sängern wie Russ Carlyle, Axel Stordahl (1960), Frank Sinatra/Billy May (Swing Along With Me, 1961) und The Chordettes (1961), ferner von der Dixieland-Folkband The Village Stompers (1964) gecovert.